# Лексингтън (окръг, Южна Каролина)
Вижте пояснителната страница за други значения на Лексингтън.
Окръг Лексингтън (на английски: Lexington County) е окръг в щата Южна Каролина, Съединени американски щати. Площта му е 1963 km², а населението – 293 991 души (1 април 2020). Административен център е град Лексингтън.